# 二井山站
二井山站（日语：／ Niiyama eki */?）是位於秋田縣平鹿郡雄物川町二井山（現時：橫手市雄物川町二井山溝），羽後交通橫莊線的鐵路車站（廢站）。

## 歷史
- 1928年（昭和3年）11月1日：橫莊鐵道羽後大森站至此站之間開通，此站啟用[1][2][3][4]。當時此站為一般車站[4]。
- 1944年（昭和19年）6月1日：公司改名為羽後鐵道。此線的名稱定為橫莊線。使此站成為羽後鐵道橫莊線車站[1][2][5]。
- 1946年（昭和21年）夏季：一抽從日本國有鐵道借入的C12形蒸氣機車C12 229號機牽引試運行列車，從老方站出發並停靠浮蓋站後超速失控，隨後反方向列車到達此站後便高速通過，最後在八澤木站前停下來[6]。
- 1947年（昭和22年）7月23日：當區發生暴雨，使路基和橋腳被損，橫莊線整段暫停營業，此站也暫停營業[3][7]。
- 1948年（昭和23年）11月8日：館合站至老方站之間重開，此站重開[3][7]。
- 1949年（昭和24年）12月22日：此站至老方站之間暫停營業[3]。
- 1952年（昭和27年）2月15日：公司改名為羽後交通。使此站成為羽後交通橫莊線車站[1][2][3][5]。
- 1953年（昭和28年）8月5日：此站至老方站之間廢除[1][2][3][5]。
- 1965年（昭和40年）
  - 7月9日：由於水災，使雄物川橋樑橋墩被沖刷。館合站至此站之間不能通行[8][3]。
  - 10月21日：館合站至此站之間正式暫停營業[3]。
- 1966年（昭和41年）6月15日：館合站至此站之間廢除，此站也被廢除[1][2][3][5]。

## 車站構造
截至廢站前，此站是地面車站，設有1面2線的島式月台。在此站至老方站之間廢線前，此站可進行列車交會。此站設有側線，從西邊（站舍一方）本線靠近橫手一方設有向西分岔的側線，該側線延伸至站舍北邊。
此站是直營車站。站舍是在站內西邊，站舍與月台南邊之間設有站內平交道連接。
關於列車交會的路籤，羽後大森站至此站之間為「□」。

## 車站周邊
- 秋田縣道164號二井山大森線（日语：秋田県道164号二井山大森線） - 路軌遺址變成該道路。
- 湯殿山神社（日语：湯殿山神社）（分社）

## 現狀

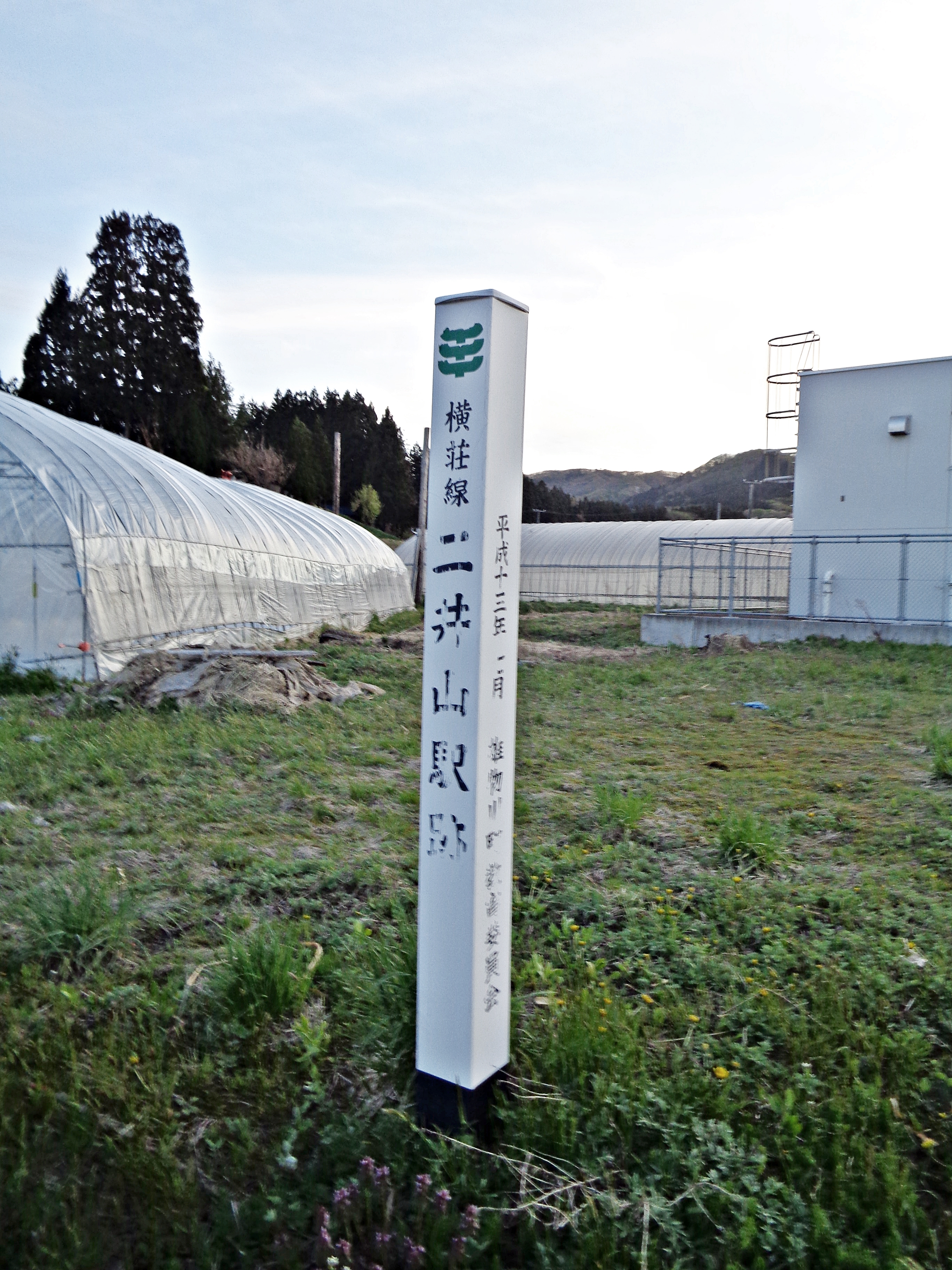
二井山站紀念碑（2020年5月）

在2001年（平成13年）7月，雄物川町（當時）在車站遺址附近道路旁，建立了一塊白色紀念碑，碑上刻上了「橫莊線 二井山站跡」和此站的歷史。在2007年（平成19年）5月仍然存在。另外，羽後交通同名巴士站是在車站附近。
另外，在此站遺址附近至老方村落入口附近之間的路軌遺址變成了縣道。截至1996年（平成8年），該處鐵路時代已經存在的路堤和路塹還可看見。在1999年（平成11年）的情況也是同樣。該縣道在2007年（平成19年）5月時名為秋田縣道48號橫手東由利線。該道路的路堤看起來已經鋪裝好的。另外截至2007年（平成19年）5月，在上述縣道以外的路軌遺址都是雜草叢生和未鋪裝的小路。在2010年（平成22年）的情況也是同樣。
另外，此站至老方站之間設有5座隧道。截至1996年（平成8年），由於有倒塌的危険，距離此站最近的「二井山隧道」（全長1,901公里）已經禁止通行，隧道入口已用木圍封。在1999年（平成11年）和2010年（平成22年）10月也是同樣情況。在2003年（平成13年）春季，「二井山隧道」靠近老方一方的隧道口2米處已經倒塌堵塞了。

## 相鄰車站
羽後交通
橫莊線
八澤木－二井山－浮蓋

## 注腳
1. 1 2 3 4 5  《日本鉄道旅行地図帳 全線全駅全廃線 2 東北》（監修：今尾惠介，新潮社，2008年6月發行）43頁。
2. 1 2 3 4 5  《新 鉄道廃線跡を歩く1 北海道・北東北編》（JTB出版，2010年4月發行）222頁。
3. 1 2 3 4 5 6 7 8 9 10 11 12 13 14 15  《新 消えた轍 3 東北》（著：寺田裕一，Neko出版，2010年8月發行）25-28,30-31頁。
4. 1 2 3  《私鉄の廃線跡を歩くI 北海道・東北編》（著：寺田裕一，JTB出版，2007年9月發行）165頁。
5. 1 2 3 4 5 6 7 8 9 10  《私鉄の廃線跡を歩くI 北海道・東北編》（著：寺田裕一，JTB出版，2007年9月發行）82-85頁。
6. 1 2 3 4  《RM LIBRARY 61 羽後交通横荘線》（著：若林宣，Neko出版，2004年9月發行）6,11,25頁。
7. 1 2  《RM LIBRARY 61 羽後交通横荘線》（著：若林宣，Neko出版，2004年9月發行）16-17頁。
8. ↑  《RM LIBRARY 61 羽後交通横荘線》（著：若林宣，Neko出版，2004年9月發行）19-20頁。
9. ↑  《RM LIBRARY 61 羽後交通横荘線》（著：若林宣，Neko出版，2004年9月發行）6-11頁。
10. 1 2  《鉄道廃線跡を歩くII》（JTB出版，1996年9月發行）34-35頁。
11. 1 2  《とうほく廃線紀行》（無明舍出版（日语：無明舎出版），1999年12月發行）61頁。
12. ↑  《新 鉄道廃線跡を歩く1 北海道・北東北編》（JTB出版，2010年4月發行）202-203頁。
13. ↑  《新 鉄道廃線跡を歩く1 北海道・北東北編》（JTB出版，2010年4月發行）203頁。
14. ↑  二井山隧道（日語）

## 相關項目
- 日本鐵路車站列表 Ni